# Sergej Gorbok
Sergej Valer'evič Gorbok (in russo Сергей Валерьевич Горбок?; trasl. angl.: Sergei Valeryevich Gorbok; Minsk, 4 dicembre 1982) è un ex pallamanista e allenatore di pallamano russo con cittadinanza bielorussa.